# Władysław Lasoń (farmakolog)
Władysław Lasoń – polski neuropsychofarmakolog, profesor nauk medycznych, wykładowca akademicki, od 2017 dyrektor Instytutu Farmakologii Polskiej Akademii Nauk.

## Życiorys
W 1980 roku ukończył studia z analityki farmaceutycznej na Wydziale Farmaceutycznym Akademii Medycznej w Krakowie. W tym samym roku został przyjęty na studium doktoranckie w Instytucie Farmakologii PAN.
W 1984 roku uzyskał stopień doktora nauk przyrodniczych. Odbył staże podoktorskie m.in. w Zakładzie Anatomii i Biologii Komórki w School of Medicine w East Carolina University oraz na Uniwersytecie w Nijmegen. W 1993 roku uzyskał stopień doktora habilitowanego w zakresie biologii medycznej – neurofarmakologii. Również od roku 1993 kieruje Zakładem Endokrynologii Instytutu Farmakologii PAN, przemianowanego następnie na Zakład Neuroendokrynologii Doświadczalnej IF PAN. W 2001 roku uzyskał tytuł profesora nauk medycznych.
W latach 2009–2014 prowadził zajęcia dydaktyczne na stanowisku profesora nadzwyczajnego w Zakładzie Gospodarki Lekiem w Instytucie Zdrowia Publicznego na Wydziale Nauk o Zdrowiu Collegium Medicum Uniwersytetu Jagiellońskiego.
Władysław Lasoń opublikował jako współautor ponad dwieście pięćdziesięciu prac oryginalnych i przeglądowych w recenzowanych czasopismach naukowych, a także cztery rozdziały książkowe. Jego zainteresowania skoncentrowały się głównie na chorobie Alzheimera oraz innych chorobach neurodegeneracyjnych, neurotoksyczności, uzależnieniach lekowych, padaczce, depresji i schizofrenii.
W latach 1997–2017 był redaktorem naczelnym czasopisma Polish Journal of Pharmacology/Pharmacological Reports.
Jest członkiem Rady Naukowej Instytutu Medycyny Doświadczalnej i Klinicznej im. M. Mossakowskiego PAN oraz Instytutu Fizyki Jądrowej im. H. Niewodniczańskiego PAN. Jest członkiem, a przez szereg lat był także przewodniczącym Polskiego Towarzystwa Farmakologicznego. Brał udział w pracach Komitetu Neurobiologii PAN i Komitetu Nauk Fizjologicznych PAN.
Był promotorem czterech rozpraw doktorskich, a także recenzentem w ponad pięćdziesięciu przewodach doktorskich i habilitacyjnych.
W 2017 roku został wybrany na stanowisko dyrektora Instytutu Farmakologii Polskiej Akademii Nauk.

## Nagrody i odznaczenia
- Srebrny Krzyż Zasługi (1994)[3];
- Nagroda Naukowa im. Mikołaja Kopernika (2000)[4];
- Złoty Krzyż Zasługi (2004)[5];
- Nagroda Zespołowa Wydziału Lekarskiego PAU im. T. Browicza (2005)[6];
- Nagroda Zespołowa Wydziału Nauk Medycznych PAN.

Opracowano na podstawie materiału źródłowego.